# Comtat de Loon
El comtat de Loon (en francès Looz) fou una jurisdicció feudal del Sacre Imperi Romanogermànic. Estava format pel que avui dia és la província belga de Limburg sense Tongeren ni Sint-Truiden. De la província Limburg actual, Diepenbeek, Alken, Sint-Truiden i Tongeren eren enclavats al principat de Lieja, Thorn i Rekem, depenien directament de l'emperador del Sacre Imperi Romanogermànic i Lommel era una possessió del Ducat de Brabant.
El comtat tenia les ciutats següents: Beringen, Bilzen, Borgloon, Bree, Hamont, Hasselt, Herk-de-Stad, Maaseik Peer i Stokkem.

## Història
Pocs documents escrits romanen de la història antiga del comtat. La primera obra, la Història Lossensis de Joannes Mantelius data del 1661. El seu antecedent fou el comtat d'Avernas un dels quatre del país d'Haspengouw, situat a l'oest de Waremme. Una carta datada el 946 constata un intercanvi de propietat al comitatu Avernas temporibus Rodulphi comitis amb el bisbat de Trèveris i l'església de Sant Servaci de Maastricht. Com a comtat de Loon apareix per primer cop en un carta de 1016 del bisbe Balderic II de Lieja que esmenta al seu germà com a comte (fratri meo Gisleberto, comitis…de Los).
El 1190 el comte Gerard II va haver d'acceptar que el comtat de Loon esdevingués feu del principat de Lieja i que en cas d'extinció de la línia passés al principat eclesiàstic. Vers 1200 la ciutat de Hasselt n'esdevé la capital. El 1227 el comtat de Loon va quedar unit al de Chiny pel matrimoni del comte Arnold IV de Loon amb Joana de Chiny. La casa de Loon es va extingir el 1336 amb la mort de Lluís IV. El seu nebot Teodoric de Heinsberg, era també el cunyat del bisbe de Lieja Adolf de la Mark, que li va permetre heretar el comtat que havia de passar al bisbat. Godofreu de Heinsberg, senyor de Dalenbroek, nebot de Teodoric va heretar els comtats el 1361, però el nou bisbe Engelbert de la Mark va annexionar Loon el 1362. Godofreu va vendre els seus drets sobre Loon a un cosí, Arnau de Rummen o de Rumigny, que va intentar conquerir el comtat per les armes, però va fracassar i va haver de renunciar definitivament el 1366 negociant amb el bisbe Joan d'Arkel.
El príncep-bisbe de Lieja va adoptar llavors el tìtol de comte de Loon, però va mantenir les institucions del comtat i li va deixar una certa autonomia; aquestes disposicions foren confirmades amb l'acord de 1522 i l'estatut va romandre intacte fins a la batalla de Fleurus el 1794 quan França va ocupar la riba esquerra del Rin i va annexar tota la regió i crear una subdivisió administrativa nova, amb departaments dels quals les fronteres havien de trencar les fronteres mil·lenàries de l'antic règim. El territori del comtat fou integrat en la major part al departament del Mosa Inferior amb un sistema legal i jurídic igual per a tots.
El 1815, després de la desfeta francesa a Waterloo, el comtat s'integrarà al Regne Unit dels Països Baixos. El rei Guillem I mantindrà la divisió administrativa francesa, però canviarà el nom en província de Limburg, el territori de les províncies actuals del Limburg belga i neerlandès. Aquest territori no correspon gaire al Ducat de Limburg històric. El 1839, després del tractat de Londres, la província va escindir-se, i l'antic comtat de Loon va ser integrat a Bèlgica.

### Casa de Loon
- Nibelung, comte de Betuwe
- Rodolf, comte de Betuwe (fill)
- Otó de Loon, fill, casat amb Luitgarda de Namur, filla d'Albert I, comte de Namur i d'Ermengarda de Baixa Lotaríngia
- Gislebert († 1044 ou 1046), fill, casat amb Erlenda de Jodoigne
- Emó († 1078), fill, casat amb Suanahilda, filla de Teodoric III, comte de Frísia Occidental i d'Otelandis de Nordmark.
- Arnold I (1060 † 1126), fill casat amb Agnès de Magúncia
- Gerard I († 1103), fill
- Arnold II († abans 1141), germà petit de Gerard I, fill d'Arnold I, casat amb Agnès
- Lluís I (1110 † 1171), fill, casat amb Agnès de Metz, filla de Folmar V, comte de Metz i de Matilde de Dagsburg
- Gerard II († 1191), fill, casat amb Adelaida de Gueldre, filla d'Enric I, comte de Gueldre i d'Agnès d'Arnstein
- Lluís II († 1218), fill, casat amb Ada, comtessa d'Holanda, filla de Teodoric VII, comte d'Holanda, i d'Adelaida de Clèveris
- Enric († 1218), canonge de Saint-Lambert a Lieja, comte de Loon durant la minoria d'Arnold IV; germà de l'anterior.
- Arnold III († 1221), comte de Rieneck i de Loon durant la minoria d'Arnold IV, germà dels dos anteriors, casat amb Adelaida de Brabant (1190 † 1265), filla d'Enric I, duc de Brabant i de Matilde de Boulogne o d'Alsàcia.
- Lluís III († 1243), comte de Loon, nebot, fill de Gerard III, comte de Rieneck, i de Cunegunda de Zimmern. El 1227 va deixar el comtat de Loon al seu gernà.

comtes de Loon i de Chiny

- Arnold IV († 1273), comte de Loon i de Chiny (Arnold II), germà de l'anterior, fill de Gerard III, comte de Rieneck, i de Cunegunde de Zimmern, casat amb Joana, comtessa de Chiny (1205 † 1271)
- Joan I († 1279), fill gran de l'anterior, casat en primeres noces el 1258 amb Matilde de Jülich, filla de Guillem IV, comte de Jülich, i de Matilde de Gueldre i casat en segones noces amb Isabel de Condé
- Arnold V (1260 † 1323), comte de Loon i de Chiny (1299-1323, Arnold III), fill del precedent i de Matilde de Jülich, casat amb Margarita de Vianden.
- Lluís IV († 1336), comte de Loon i de Chiny (Lluís VI), fill, casat amb Margarita de Lorena († 1348), filla de Tibald II, duc de Lorena, i d'Isabel de Rumigny.

### Casa d'Heinsberg
- Teodoric d'Heinsberg († 1361), comte de Loon i de Chiny, nebot de l'anterior, fill de Godofreu de Heinsberg i de Matilde de Loon, casat amb Cunegunda de la Mark
- Godofreu de Heinsberg (1325 † 1395), senyor de Dalenbroek, nebot de l'anterior, fill de Joan de Heinsberg, senyor de Dalenbroek, i de Caterina de Vorne. Havia rebut els comtats de Loon i de Chiny del seu oncle però el príncep-bisbe de Lieja es va apoderar Loon que fou reunit a perpetuïtat al principat de Lieja. Godofreu va vendre Chiny i Loon a Arnold de Rummen el 1362

### Casa de Rumigny
- 1362 - 1366: Arnold VI de Rumigny, fill de Guillem d'Oreye.

### Principat de Lieja
Després d'haver intentat conquerir Loon el 1363, hi va renunciar definitivament el 1366. A començar per Engelbert de la Mark els prínceps-bisbes de Lieja van incloure en endavant entre els seus títols el de comte de Loon. Le ciutats de Loon des d'aleshores anomenades Bones Viles germàniques van tenir vot als dies dels estats i reprensataven junts amb les Bones Viles romàniques el tercer estament.